# Pelargoderus djampeanus
Pelargoderus djampeanus là một loài bọ cánh cứng trong họ Cerambycidae.